# Cryptoblabes
Cryptoblabes is een geslacht van vlinders van de familie snuitmotten (Pyralidae), uit de onderfamilie Phycitinae.

## Soorten
- C. adoceta Turner, 1904
- C. alphitias Turner, 1913
- C. amphicharis Meyrick, 1933
- C. angustipennella Ragonot, 1888
- C. argentata Whalley, 1962
- C. bataka Roesler & Kuppers, 1979
- C. bistriga - Boslichtmot (Haworth, 1811)
- C. centroleuca Lower, 1905
- C. decima Roesler & Kuppers, 1979
- C. elaeothrepta Tams, 1935
- C. ephestialis Hampson, 1903
- C. euraphella (Meyrick, 1879)
- C. ferrealis Lower, 1902
- C. flavizonalis Hampson, 1912
- C. gnidiella - Citruslichtmot Millière, 1867
- C. hanuman Roesler & Kuppers, 1979
- C. hemigypsa Turner, 1913
- C. kueppersi Roesler, 1983
- C. lophopterella Hampson, 1899
- C. loxiella Ragonot, 1887
- C. mannheimsi Roesler, 1969
- C. myosticta Hampson, 1903
- C. petrucki Roesler & Kuppers, 1979
- C. plagioleuca Turner, 1904
- C. proleucella Hampson, 1896
- C. rufimarginella Pagenstecher, 1900
- C. scotochroalis Hampson, 1912
- C. sita Roesler & Kuppers, 1979
- C. southi West, 1931
- C. spodopetina Tams, 1935
- C. sudasa Roesler & Kuppers, 1979
- C. taenialis Wileman, 1911
- C. tiga Roesler & Kuppers, 1979
- C. trabeata Meyrick, 1932